# 中日友好協会
中日友好協会（ちゅうにちゆうこうきょうかい）は、日本との関係発展や友好交流の促進を目的として、中華人民共和国政府が1963年に設立した対外団体。正式名称は中国日本友好協会（ちゅうごくにほんゆうこうきょうかい）。
1963年10月4日に中華人民共和国の北京市で成立大会を開催した。初代名誉会長は郭沫若、会長は廖承志。2014年3月現在の会長は元国務委員・外交部長の唐家璇。